# Адаптивна радијација
Адаптивна радијација је процес еволуције једне групе организама (популације) у низ различитих група (нпр. врста), најчешће као одговор на упражњеност неколико еколошких ниша.
У субпопулацијама оригиналне популације током времена развијају се оне адаптације које носиоцима омогућују боље преживљавање или остављање више потомства, у одређеној еколошкој ниши. Најуочљивије адаптивне радијације у историји живота на Земљи десиле су се након масовних изумирања.